# Schau in meine Welt!
Schau in meine Welt! ist eine Dokumentationssendereihe des KiKAs, die seit April 2012 ausgestrahlt wird. Sie wird von HR, KiKA, MDR, rbb und SWR gemeinsam produziert. Verantwortlich für die Sendung ist die KiKA-Redakteur Thomas Miles.

## Inhalt
Beschrieben werden ungewöhnliche Geschichten aus dem Alltag eines Kindes, das in Deutschland lebt und ungewöhnliche Hobbys hat oder besondere Lebensumstände bewältigen muss oder im Ausland lebt und seine besondere kulturelle Umgebung vorstellt. Die Kinder kommentieren ihren Alltag selbst. Deutsche Übersetzungen werden erst nach dem Originalton der ausländischen Kinder gesprochen. Darüber hinaus gibt eine Stimme aus dem Off zusätzliche Informationen und Erläuterungen.

## Episoden
- Und dann ist es als ob die Haut brennt – Saskias Leben im Schatten
- Reine Männersache – Fadhel und die Falken
- Karen und die Wölfe
- Die ockerroten Mädchen vom Kaokoveld
- Ich will normal sein
- Mit 80 Menschen unter einem Dach – Jakob in der Kommune
- Lea tanzt
- Berenike – Eine von sechs
- Im größten Klassenzimmer der Welt – Todd und die Wüstenschule
- Sarah gibt Gas
- Saksham – ein Berliner Hindu
- Little Tammy
- Schlagersternchen – zwei Dirndl und ein Gockelhahn
- Elisabeth hört anders[4]

## Episoden SWR
- Flori – eine außergewöhnliche Sportlerin (Folge 52)
- Carla – Cowgirl und Kunstreiterin (Folge 56)
- Akram und die Mauer im Meer (Folge 63) – nominiert beim 50. Grimme-Preis
- Moti – Honigsammler aus Nepal (Folge 70)
- Philip und die Traumfabrik (Folge 84)
- Filip und die schwarze Stadt (Folge 90)
- Lara kämpft für Kinderrechte (Folge 91)
- Thyago und der Klang der Trommel (Folge 105) – nominiert beim 51. Grimme-Preis
- Amanda und das Land am Ende der Straße (Folge 108) – Gewinner Goldener Spatz 2015
- Lotumi und der rote Tanz (Folge 120)
- Federico und die wilden Pferde (Folge 129)
- Nusin – Ein Leben in der Arche (Folge 136)
- Kjell – Rockabilly forever! (Folge 140)
- Naydelin – ein kämpferisches Mädchen aus Guatemala (Folge 149)
- Yangka im Land des Glücks (Folge 158)
- Mac und die schnellen Bälle (Folge 167)
- Marla, Hannah und der Fluss (Folge 177)[5]
- Aina klettert auf Menschentürme (Folge 205)

## Rezeption
Die im November 2017 ausgestrahlte Folge 223 Malvina, Diaa und die Liebe wurde Anfang Januar 2018 vor allem im Umfeld der rechtspopulistischen AfD wegen einer angeblichen Verharmlosung islamischer Ideologie skandalisiert und erhielt daraufhin einige mediale Aufmerksamkeit. Laut FAZ sei die „präzise und intime Dokumentation“ zwar „eindrucksvoll“ und „in sich überzeugend“, habe jedoch ein „grundlegendes Problem“, da der Sender eine angemessene Einordnung versäumt habe. Medienpädagogen hingegen widersprachen der Einschätzung, Jugendliche könnten den Film missverstehen. Das Paar aus der Doku steht seit dem 14. Januar 2018 unter Polizeischutz, nachdem beide im Internet massiv bedroht wurden.
Laut FAZ hatte KiKA eine solche Kontroverse wie über den Beitrag „Malvina, Diaa und die Liebe“ noch nicht erlebt. Die Debatte fand auch in internationalen Medien Beachtung, etwa bei der Irish Times, der italienischen Corriere Della Sera und auf dem rechtspopulistischen US-amerikanischen Internet-Portal Breitbart News.

## Auszeichnungen
Beim Grimme-Preis 2019 wurde Autor Marco Giacopuzzi ein Spezialpreis zuerkannt.